# 天下御免
『天下御免』（てんかごめん）は、NHK総合テレビジョンで1971年（昭和46年）10月8日から1972年（昭和47年）9月29日まで、金曜日の20時（午後8時）より放映されたテレビ時代劇。平賀源内が諸問題や難事件を解決してゆく「痛快時代劇」である。
後日談としての『びいどろで候〜長崎屋夢日記』が1990年（平成2年）に同局で放映された。

## 作品解説
制作は小川淳一、脚本は早坂暁（挿入歌作詞も担当）ほか。演出は岡崎栄、山本誠ほか。音楽は山本直純。タイトルバックのイラストは黒鉄ヒロシ。ナレーションは水前寺清子（最終回には水前寺清太夫としても出演）。後年、早坂の作・演出による松竹製作の舞台版（1989年8月3日 - 26日）も上演された。
享保年間・田沼意次時代を舞台とし、「早く生まれすぎた天才」平賀源内を主人公に、江戸時代のごみ問題や鉛公害問題、受験戦争等を風刺。平均視聴率は約30パーセントと人気を博し、1年間全46話を放映した。
時代劇でありながら、度々現代の風景が登場する。第6回で長崎遊学を終えた源内一行が江戸に着いた際には、大胆にもそのままの衣装で銀座の歩行者天国の人混みの中を練り歩くというシーン（早坂の脚本のト書きの指示に基づいた演出）があった。美濃部亮吉・東京都知事もゲスト出演し、背広姿で公害問題を語っている。主演の山口崇は2003年（平成15年）2月11日放送の『テレビ50年 もう一度見たい! あのドラマ（NHK・衛星第2）』の中で、「カツラを被った現代劇という感覚だった」と話している。音響効果においても「二日酔いの主人公が頭を振ると、ぽちゃんぽちゃん音がする」など、実験的なドラマならではの脚本・演出もあった。
一見すると、時代劇で欠かせない時代考証の制約をある意味取り払ってしまったかのような印象を受けるが、先述の2003年（平成15年）2月11日の番組中で早坂は「時代考証はきちんとやりました」と話しており、シナリオ本の後書きにも、時代考証担当の稲垣史生と共にしっかりと考証をしたことが書かれている。
当時はVTRが2インチ規格でテープが高価だったため、消去されて使い回されたことなどからNHKには1作も現存していないが、主演の山口が個人的に録画していた第1回はNHKアーカイブスの番組公開ライブラリーにて公開されている。ただし、安定した再生が出来なかったため、ビデオカメラでテレビ画面を撮影する形で復元された。また、最終回については最後の10分間が欠落している。
長らくその他の映像などは無いと思われてきたが、脚本を書いた早坂より、音声のみを録音したカセットテープ（全46話中のおよそ半数）が存命中にNHKへ提供されている。音声の録音・保存状態は大変良好とのことで、NHKアーカイブスに保管されたが、2022年現在、全く公開されていない。

## 主なキャスト
- 平賀源内 - 山口崇
- 小野右京之介 - 林隆三
- 稲葉小僧 - 津坂匡章（後の秋野太作）
- 紅 - 中野良子
- 八萬 - 山田隆夫
- 杉田玄白 - 坂本九
- 前野良沢 - 内藤武敏
- 中川淳庵 - 吉水慶
- 田沼意次 - 仲谷昇
- 半六 - 谷啓（クレージーキャッツ）
- 北々斎 - 三遊亭圓生
- 桜 - 津山登志子
- 星 - 保倉幸恵
- レンゲ - 太地喜和子
- 平賀茂左衛門 - ハナ肇（クレージーキャッツ）
- 平賀はつ - 内海好江
- 平賀里与 - 二木てるみ
- 治助 - 火野正平（当時は二瓶康一）
- 真田老人 - 伴淳三郎
- 赤星十三郎 - あおい輝彦
- 弁天小僧 - 横山リエ
- 日本駄右衛門 - 三波伸介（てんぷくトリオ）
- 南郷力丸 - 宍戸錠
- 忠信利平 - 岡田真澄
- 徳川吉宗 - 中村仲蔵（当時は中村勘五郎）
- 徳川家重 - 永野力永
- 徳川家治 - 渡辺貞男→西沢利明
- 徳川家基 - 古関八州夫
- 徳川家斉 - 植田浩敏
- 一橋治済 - 久米明
- 西尾忠尚 - 細川俊夫→近藤準
- 酒井忠寄 - 長島隆一
- 大岡忠光 - 中山昭二
- 柳生俊峯 - 金内吉男
- 松平武元 - 金田龍之介
- 本多正珍 - 浮田左武郎
- 阿部正右 - 小山源喜→外野村晋
- 松平頼恭 - 竜崎勝
- 頼恭の側近 - 伊東四朗（てんぷくトリオ）
- 久保大学 - 戸塚睦夫（てんぷくトリオ）
- 島津重豪 - 和崎俊哉
- 堀部弥兵衛 - 諸石茂
- 赤埴源蔵 - 西村淳二
- 小田野直武 - 東野孝彦
- 田村藍水 - 高木均
- 伊藤宗看 - 入川保則
- シャクシャイン - 片岡孝夫
- 武蔵 - 内田良平
- ケヤキ - 佐藤万理

## サブタイトル
太字は早坂暁の単独脚本。それ以外は（　）に脚本の執筆者を記す。
- 第1回：こんぴら船々
- 第2回：長崎ぶんちゃっちゃ！
- 第3回：和蘭陀まんざい
- 第4回：ブラックは忍びの色
- 第5回：あれも人の子仇討ち
- 第6回：大江戸うそ八百八町
- 第7回：こともあろうに忠臣蔵
- 第8回：唄はちょぼくれ・男は源内
- 第9回：花のお江戸の番外地
- 第10回：ああ万国博覧会
- 第11回：歌謡曲だよ人生は
- 第12回：Xマスには切腹を
- 第13回：魚が水から出てくる日
- 第14回：真夜中の将軍たち
- 第15回：巷に雪の降るごとく
- 第16回：誰かが北で哭（な）いている
- 第17回：北にノロシの上るとき
- 第18回：謎の女は泣きぼくろ（大西信行と早坂の共同）
- 第19回：モナリザは微笑む（大西信行と早坂の共同）
- 第20回：お江戸の華はまっかっか
- 第21回：わたしの城下町
- 第22回：北西に進路をとれ
- 第23回：ふるさとさんこんにちは
- 第24回：試験地獄に花が散る
- 第25回：春は嬉しや結婚すれば
- 第26回：月は東に陽は西に（大西信行と早坂の共同）
- 第27回：筑波おろしに おや むしろ旗（大西信行と早坂の共同）
- 第28回：武士の魂いまいづこ（佐々木守）
- 第29回：とりかえばや物語
- 第30回：特ダネを探してみたら（大西信行）
- 第31回：子連れ浪士は麦畑
- 第32回：雨は、しとしと子連れ旅（福田善之）
- 第33回：なぜだか銀が泣いている
- 第34回：あゝ和蘭陀ばやし（佐々木守）
- 第35回：みだらに立入る事なかれ（佐々木守）
- 第36回：長持御用心（大西信行）
- 第37回：ここに立ちたるワシントン
- 第38回：夢はぴょんぴょん大レース
- 第39回：父親は悲しからずや
- 第40回：あらら富士山大噴火
- 第41回：備えあれば憂いあり
- 第42回：それでも地球は動いてる
- 第43回：OH!！オランダ事始
- 第44回：お待たせしました大陰謀！
- 第45回：敵は幾万ありとても
- 第46回：さよならだけが人生さ

## 主題歌・挿入歌
- オープニングテーマ曲、エンディングテーマ曲「船出の歌」[8]
なお、「船出の歌」の歌詞中の「とんなんしゃーぺい」とは、東西南北をさす麻雀用語である。この部分を含む節は放送でのエンディングでは編集カットされていて、レコードシングル版でのオリジナルとなっている。

## コミカライズ
1990年代にほんまりうの作画でコミカライズされている。単行本は平凡社から全2巻。

## 出版
- 天下御免（大和書房） ISBN 4-479-54032-6
- 天下御免 其の二（大和書房） ISBN 4-479-54036-9
- 天下御免 完結篇（大和書房） ISBN 4-479-54039-3
- 天下御免 番外篇（大和書房） ISBN 4-479-54041-5
- 早坂暁『天下御免 第1巻 早坂暁コレクション6』（勉誠出版）ISBN 978-4585011866
- 早坂暁『天下御免 第2巻 早坂暁コレクション7』（勉誠出版）ISBN 978-4585011873
- 早坂暁『天下御免 第3巻 早坂暁コレクション8』（勉誠出版）ISBN 978-4585011880